# RedTube
RedTube és un lloc web pornogràfic per compartir vídeos, que el setembre de 2009 va ocupar una classificació Alexa dins dels 100 millors llocs del món. És un dels diversos llocs web pornogràfics propietat de MindGeek. El juny de 2010 havia caigut entre els 100 primers, però va tornar a mitjan 2012. A mitjans de setembre de 2020, la seva classificació d'Alexa era 520. La seva popularitat s'ha atribuït al seu nom no sexual, que és una referència al lloc web per compartir vídeos no pornogràfics YouTube.
Wired va informar que Redtube.com era un dels 5 llocs web de més ràpid creixement el desembre de 2007.
Els pirates informàtics turcs van accedir a la base de dades del lloc i es van tancar temporalment l'octubre de 2008.
El 2009 va ser un dels dotze llocs pornogràfics bloquejats pel tribunal de Sri Lanka perquè l'accés al lloc, que allotjava imatges de dones i nens de Sri Lanka, "corrompia la societat".
El setembre de 2013, un dels vídeos va ser bloquejat a Rússia a causa de la Llei federal de protecció dels nens contra la informació perjudicial per la seva salut i desenvolupament.

## Visitants
Pel 2009 tres dels llocs de pornografia més grans "RedTube, YouPorn i Pornhub, col·lectivament, només representen únicament 100 milions de visitants". MindGeek ha adquirit des de llavors els tres llocs.

## Cessament i desistiment del cas a Alemanya
El desembre de 2013, el despatx d'advocats alemany "Urmann und Collegen (U+C)" va enviar fins a 30.000 cartes de cessament i desistiment ("Abmahnungen" en alemany) donant advertències legals als usuaris d'Internet alemanys que suposadament van veure reproduccions de RedTube que contenien determinats vídeos amb drets d'autor, exigint-los que paguessin una multa de 250 EUR al despatx d'advocats dels quals 15,50 EUR es repartirien com a compensació a l'empresa que reclama la propietat dels drets d'autor dels vídeos, la companyia amb seu a Suïssa. "The Archive AG". El 13 de desembre més de 20.000 persones ja havien rebut aquestes cartes. No és clar com el despatx d'advocats va poder recopilar exactament les adreces IP dels usuaris de RedTube.
En documents presentats als jutjats per tal d'obtenir les dades personals de les persones implicades, el demandant afirma que havia carregat contra una empresa anomenada ITGuards, Inc. (presumptament de San Jose, Califòrnia) que utilitzava un programari propietari amb el nom de "GLADII". 1.1.3", que els permet no només recopilar les adreces IP dels usuaris que accedeixen a determinats URL a redtube.com, sinó també determinar l'hora exacta en què l'usuari va començar a reproduir o va posar en pausa els vídeos incrustats a cadascuna d'aquestes pàgines.
La BBC informa que les adreces IP van ser proporcionades al despatx d'advocats pel tribunal de Colònia, que va començar una revisió retrospectiva de la seva decisió després de rebre queixes. Tot i que l'enviament de cartes de cessament i desistiment als usuaris d'Internet per delictes de drets d'autor relacionats amb compartició de fitxers havia estat una pràctica habitual a Alemanya abans, aquesta és la primera vegada que es prenen mesures legals contra persones per simplement veure contingut en streaming d'un lloc web.

## Adquisició
Manwin va presentar una notificació de fusió per adquirir RedTube.com de Bright Imperial Ltd el 31 de juliol de 2013.